# Symploce indica
Symploce indica es una especie de cucaracha del género Symploce, familia Ectobiidae.

## Distribución
Esta especie se encuentra en India y Malasia.